# 1881年オーストリア・セルビア条約
1881年6月28日、オーストリア＝ハンガリー帝国のガブリエル・フライヘル・ヘルベルト＝ラートケアルと、セルビア公国のチェドミリ・ミヤトヴィッチとの間で、ベオグラードにおいて秘密裏に二国間条約が締結された。この条約は、事実上セルビアをオーストリア＝ハンガリー帝国の保護国とする内容であり、セルビアは間接的に1882年の三国同盟に加盟した形となった。その後、セルビアはセルビア・ブルガリア戦争においてオーストリアの支援を受けることとなった。
当時、バルカン半島は勢力圏に分割されており、西側（セルビアを含む）はオーストリア、東側（ブルガリアを含む）はロシアが影響力を有していた。この条約の締結に先立ち、1881年4月6日にはウィーン・コンスタンティノープル鉄道のうちベオグラード・ニシュ間の建設に関する鉄道協定が締結され、さらに同年5月6日には貿易協定が結ばれた。この協定により、セルビアの農産物は事実上オーストリア＝ハンガリーが独占的に輸入する形となり、オーストリアの経済的支配力が強まった。
1878年のベルリン条約締結後、ロシアがブルガリアの保護国化に動いたことを受けて、セルビアはロシアではなくオーストリアを後ろ盾とする選択をした。しかしながら、この条約の締結は、セルビア国内の親ロシア派政治勢力からの反発を招き、首相ミラン・ピロチャナツもこの動きに反対した。
条約の内容として、オーストリア＝ハンガリーはオブレノヴィッチ家の支持を約束し、セルビア公を国王として承認、さらにセルビアによる南方への領土拡張要求を認めた。一方でセルビアは、ボスニア・ヘルツェゴビナおよびノヴィ・パザル郡を含むオーストリアの利益を損なういかなる扇動や軍事活動も容認しないことを約束し、セルビアが他国と結ぶあらゆる条約には事前にウィーンの承認を得ることが義務付けられた。